# Alexander Nikolajewitsch Malzew
Alexander Nikolajewitsch Malzew (russisch Александр Николаевич Мальцев, wiss. Transliteration Aleksandr Nikolaevič Mal'cev; * 20. April 1949 in Setkowzy bei Kirowo-Tschepezk, Russische SFSR) ist ein ehemaliger russischer Eishockeyspieler und Mitglied der IIHF Hall of Fame.

## Karriere
Alexander Malzew begann im Alter von sieben Jahren als Fußball- und Eishockeyspieler bei Chimik Kirowo-Tschepezk, welcher später in Olimpija Kirowo-Tschepezk umbenannt wurde. Ab 1965 spielte er für Olympia in der dritten Spielklasse der Sowjetunion. 1967 wechselte er zu Dynamo Moskau und spielte dort bis 1984. Insgesamt erzielte er 329 Tore in 530 Spielen in der sowjetischen Liga.
Mit der sowjetischen Nationalmannschaft gewann er bei den Olympischen Spielen zwei Goldmedaillen (1972, 1976) und eine Silbermedaille 1980. Bei dem letztgenannten Turnier fand das legendäre Spiel "Miracle on Ice" gegen die USA statt, welches 4:3 verloren wurde. Er gewann mit dem Team 9-mal die Eishockey-Weltmeisterschaften und wurde in den Jahren 1970, 1972 und 1981 als "Bester Stürmer" des Turniers ausgezeichnet. Beim Canada Cup 1976 wurde er ins All-Star-Team gewählt.
Nach seinem Karriereende arbeitete er zwischen 1986 und 1993 als Nachwuchstrainer bei Sdjuschor Dynamo, der Eishockeyschule von Dynamo Moskau. Seit 2010 ist er als Berater beim OHK Dynamo angestellt.
1999 wurde er mit der Aufnahme in die IIHF Hall of Fame geehrt. 1969 wurde er als Verdienter Meister des Sports der UdSSR ausgezeichnet. Zudem erhielt Malzew das Ehrenzeichen der Sowjetunion sowie den russischen Orden der Ehre.

## Erfolge und Auszeichnungen

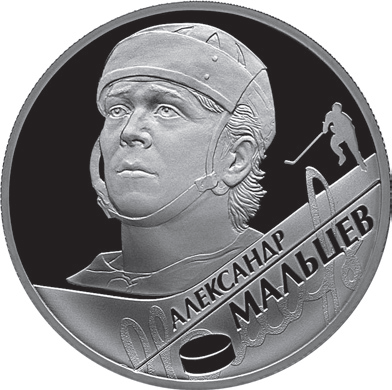
Russische Sondermünze, 2009

- 1999 Aufnahme in die IIHF Hall of Fame
- 1971, 1972, 1977, 1978, 1979 und 1980 Sowjetischer Vizemeister
- 1971 Topscorer der Wysschaja Liga
- 1972 Sowjetischer Pokalsieger
- 1972 Spieler des Jahres der Sowjetunion (zusammen mit Waleri Charlamow)
- 1983 Spengler Cup Sieger
- 1970, 1971, 1972, 1978, 1980 und 1981 All-Star Team der Wysschaja Liga

### International
- 1968 Silbermedaille bei der U19-Europameisterschaft
- 1969 Goldmedaille bei der U19-Europameisterschaft
- 1969 Topscorer und bester Torschütze der U19-Europameisterschaft
- 1969 Bester Stürmer der U19-Europameisterschaft
- Goldmedaille bei den Weltmeisterschaften 1969, 1970, 1971, 1973, 1974, 1975, 1978, 1981, 1983
- Goldmedaille bei den Olympischen Winterspielen 1972 und 1976
- Silbermedaille bei den Weltmeisterschaften 1972 und 1976
- Bronzemedaille bei der Weltmeisterschaft 1977
- Silbermedaille bei den Olympischen Winterspielen 1980
- Goldmedaille beim Canada Cup 1981
- Bester Stürmer der Weltmeisterschaften 1970, 1972, 1981
- All-Star Team der Weltmeisterschaften  1970, 1971, 1972, 1981
- Topscorer der Weltmeisterschaften  1970, 1972
- All-Star Team des Canada Cup 1976

### Orden

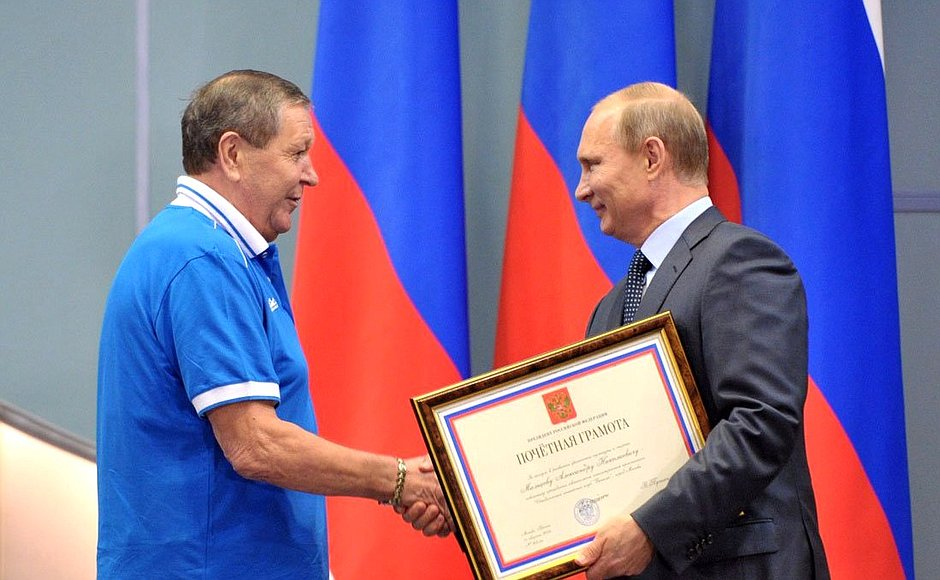
Alexander Malzew erhält eine Ehrenurkunde von Wladimir Putin, 2013

- 1969: Verdienter Meister des Sports der UdSSR
- 1969: Medaille für tapfere Arbeit
- 1972: Medaille für tapfere Arbeit
- 1976: Ehrenzeichen der Sowjetunion
- 1978: Orden des Roten Banners der Arbeit
- 1981: Orden der Völkerfreundschaft
- 1996: Orden der Ehre
- 2011: Verdienstorden für das Vaterland 4. Klasse

## Karrierestatistik

### International
Vertrat die Sowjetunion bei:
| - U19-Junioren-Europameisterschaft 1968 - U19-Junioren-Europameisterschaft 1969 - Weltmeisterschaft 1969 - Weltmeisterschaft 1970 - Weltmeisterschaft 1971 - Olympischen Winterspielen 1972 - Weltmeisterschaft 1972 | - Summit Series 1972 - Weltmeisterschaft 1973 - Weltmeisterschaft 1974 - Summit Series 1974 - Weltmeisterschaft 1975 - Olympischen Winterspielen 1976 - Weltmeisterschaft 1976 | - Canada Cup 1976 - Weltmeisterschaft 1977 - Weltmeisterschaft 1978 - Olympischen Winterspielen 1980 - Weltmeisterschaft 1981 - Canada Cup 1981 - Weltmeisterschaft 1983 |

(Legende zur Spielerstatistik: Sp oder GP = absolvierte Spiele; T oder G = erzielte Tore; V oder A = erzielte Assists; Pkt oder Pts = erzielte Scorerpunkte; SM oder PIM = erhaltene Strafminuten; +/− = Plus/Minus-Bilanz; PP = erzielte Überzahltore; SH = erzielte Unterzahltore; GW = erzielte Siegtore; 1 Play-downs/Relegation; Kursiv: Statistik nicht vollständig)